# تيموثي مارك بورغس
تيموثي مارك بورغس (بالإنجليزية: Timothy Mark Burgess)‏ هو قاضي ومحامي أمريكي، ولد في 11 أغسطس 1956 في سان فرانسيسكو في الولايات المتحدة.